# شاهدخت کارولین از بریتانیای کبیر
پرنسس کارولین از انگلیس (کارولین الیزابت؛ ۱۰ ژوئن ۱۷۱۳–۲۸ دسامبر ۱۷۵۷) فرزند چهارم و دختر سوم پادشاه جورج دوم پادشاه بریتانیا و همسرش کارولین آنسباخ بود.

## اوایل زندگی
شاهزاده خانم کارولین  در کاخ هرنهاوزن در هانوفر، آلمان، در ۱۰ ژوئن ۱۷۱۳ (تقویم سبک جدید گرگوری) متولد شد. پدر وی جورج آگوستوس، شاهزاده ارثی هانوفر، پسر ارشد جورج لوئیس منتخب هانوفر بود. مادرش کارولین آنسباخ، دختر یوهان فردریش، مارگراو براندنبورگ-آنسباخ بود. طبق قانون حل و فصل ۱۷۰۱، وی در ردیف هفتم جانشینی تاج و تخت انگلیسقرار گرفت. وی روز بعد از تولد در کاخ هرنهاوزن غسل تعمید داده شد.

## بریتانیای کبیر
در سال ۱۷۱۴، ملکه آن درگذشت و پدربزرگ کارولین جورج اول و پدرش پرنس ولز شدند. در سن یک سالگی، کارولین به همراه مادر و خواهران بزرگتر خود، شاهزاده خانم آن و آملیا به بریتانیا رفت و خانواده در کاخ سنت جیمز، لندن ساکن شدند. سپس شاهزاده خانم بریتانیای بزرگ شد. لیست اسناد جدید منتشر شده هزینه‌های شخصی وی از ژانویه تا فوریه ۱۷۲۸، کمک‌های خیرخواهانه او به چندین گروه پروتستان در لندن را تأیید می‌کند.
در سال ۱۷۲۲ در مقابل بیماری آبله واکسینه شد، نوعی واکسیناسیون که توسط لیدی مری وورتلی مونتاگو و چارلز میت لند انجام شد.
پرنسس کارولین فرزند مورد علاقه مادرش بود، و به عنوان «کارولین الیزابت حقیقتگو» (یا «حقیقت دوست» شناخته شد). هنگامی که هرگونه اختلاف بین فرزندان سلطنتی اتفاق می‌افتد، والدینش می‌گفتند "برای کارولین بفرستید تا حقیقت را دریابیم!" به گفته دکتر جان دوران، " کارولین عاشق حقیقت" بدون قید و شرط مورد علاقه والدینش بود، شایسته محبت بود. او عادل، خوب، برجسته و غمگین بود. " 

## زندگی بعدی

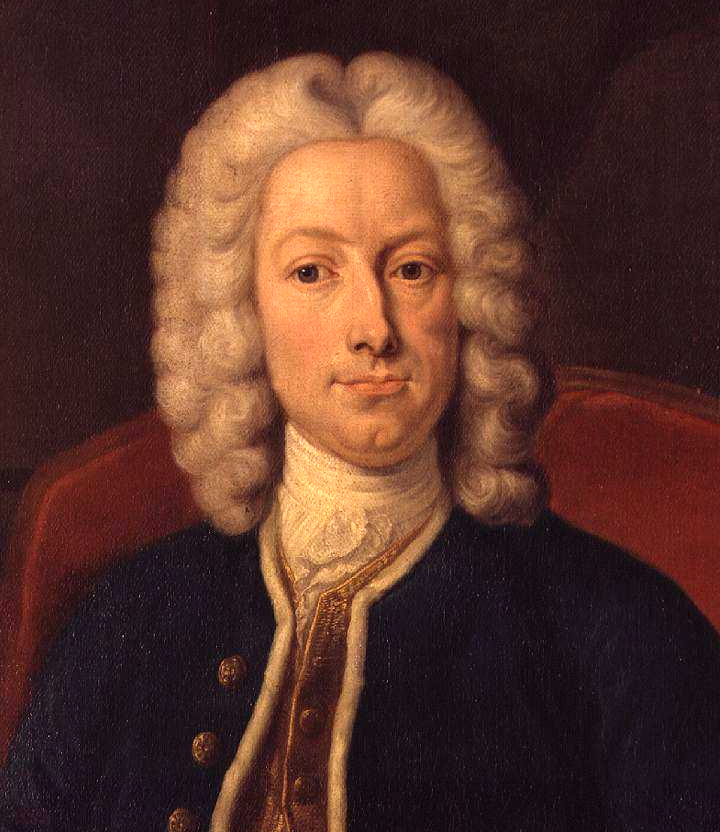
لرد هروی

طبق اعتقاد عامه، نارضایتی کارولین به دلیل عشق او به درباری متأهل، لرد هروی بود. هروی که دوجنسگرا بود، احتمالاً با برادر بزرگتر کارولین، پرنس فردریک، رابطه ای برقرار کرده باشد و به‌طور عاشقانه با چند خانم نیز در ارتباط بوده‌است.  هنگامی که هروی در سال ۱۷۴۳ درگذشت، کارولین سال‌ها قبل از مرگ خود به کاخ سنت جیمز بازنشسته شد، که فقط برای خانواده و نزدیکان او در دسترس بود. او سخاوتمندانه به امور خیریه داد.
پرنسس کارولین در ۲۸ دسامبر ۱۷۵۷ در سن ۴۴ سالگی در کاخ سنت جیمز درگذشت، در حالبکه مجرد و بدون فرزند بود. وی در وستمینستر ابی به خاک سپرده شد. 
هوراس والپول، از درگذشت شاهزاده خانم کارولین، نوشت: اگرچه وضعیت سلامتی وی برای سالها بسیار خطرناک بود و او برای بسیاری از این بیماریها درحصر مطلق به سر می‌برد، اما مرگ او غیرمنتظره و غافلگیر کننده بود، گرچه آرزوی مرگ را داشت. خوبی‌های اوهمیشگی بود، سخاوتمندی بیکران و مؤسسات خیریه اش گسترده‌ترین. خلاصه اینکه، من و هیچ طرفدار سلطنتی، نمی‌توانم در ستایش او اسراف کنم. "

## نشان
در ۳۱ ژانویه ۱۷۱۹، به عنوان نوه ای از حاکمیت، کارولین از نشان خانوادگی برای متصرفاتش ا۸ستفاده کرد، که توسط یک برچسب نقره و پنج نقطه متمایز می‌شد و هر کدام دارای سه گلوله گل سرخ بودند. در ۳۰ اوت ۱۷۲۷، نشان کارولین به یک برچسب تشکیل شده از سه نقطه تغییر داد که هر کدام دارای سه گلوله گل سرخ است. 

نشان خانوادگی سلطنتی از ۳۰ اوت ۱۷۲۷

## یادداشت

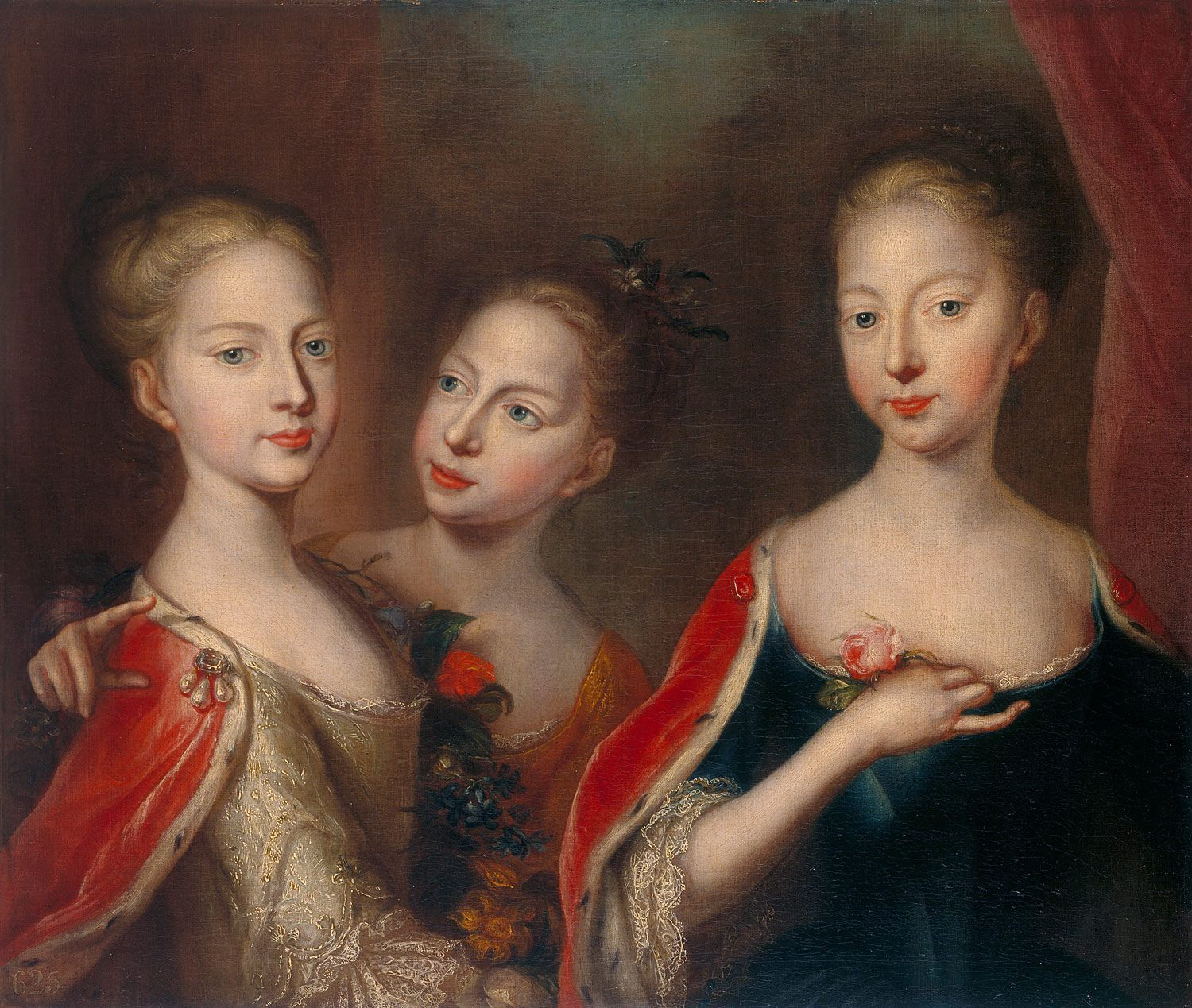
پرنسس کارولین از انگلیس

1. ↑  The London Gazette (i.e. those on[۱] and after[۲] her death) refers to her as only Princess Caroline